# Pusté Sady
Pusté Sady é um município da Eslováquia, situado no distrito de Galanta, na região de Trnava. Tem 8,03 km² de área e sua população em 2018 foi estimada em 593 habitantes.

## Demografia
| Ano:        | 1994 | 2004   | 2014   | 2024   |
| ----------- | ---- | ------ | ------ | ------ |
| Broj ljudi: | 610  | 622    | 583    | 601    |
| Razlika:    |      | +1,96% | -6,27% | +3,08% |

| Ano:               | 2023 | 2024   |
| ------------------ | ---- | ------ |
| Número de pessoas: | 612  | 601    |
| Diferença:         |      | -1,79% |